# Carolina Falco
Carolina Augusta Falco, mais conhecida por Carolina Falco (Lisboa, 24 de fevereiro de 1839 — Recife, 26 de agosto de 1906), foi uma atriz de teatro, bailarina e cantora lírica portuguesa do século XIX, que se notabilizou em Portugal e no Brasil.

## Biografia
Carolina Falco nasceu a 24 de fevereiro de 1839, na Rua dos Poiais de São Bento, freguesia de Mercês, em Lisboa, mas foi baptizada na Igreja do Loreto, devido aos pais serem de ascendência italiana. Era filha de Francisco Torres e de Francisca Luísa Falco, naturais de Lisboa.
Os pais, empregados no Teatro de São Carlos, favoreceram a sua educação artística, fazendo-a estudar dança, piano e canto no Conservatório Nacional de Lisboa. Carolina começou a sua atividade profissional com apenas 5 anos, tomando parte nos bailados do velho Teatro do Salitre, onde, acompanhada de outras crianças, desprovidas de fortuna, mas providas de formosura, era o enlevo do público e o maior encanto da plateia. Passada essa primeia etapa da infância, voltou a São Carlos, onde recebeu as primeiras impressões da arte de representar. Ao lado de Rossi-Cassia, em cenas da peça Norma, de Henrik Ibsen, destaca-se pela voz melodiosa que apresenta, tendo, mais tarde, naquele teatro, brilhado como bailarina pelo seu desempenho em Paquita, com apenas 10 anos de idade. Permanece em São Carlos até aos 13 anos, sendo aplaudida ligeira e brevemente.
De São Carlos passa para o Teatro Nacional D. Maria II, que a esse tempo se encontrava superintendido pelo governo e apertado em disposições regulamentares, que obrigavam muitas jovens vocações a não poderem sujeitar-se a um longo aprendizado, sem qualquer recompensa monetária. Estando a sua mãe doente e precisando a jovem artista de a auxiliar, não pôde ali continuar. Voltou para São Carlos, onde encontrou o maestro e empresário Porto, que a amparou, reconhecendo-lhe os dotes de atriz e cantora. Deu-lhe lições de canto e, satisfeito com os ensaios, confiou a sua educação musical ao maestro Carrara. Carolina Falco ficou então contratada como corista e, passados poucos meses, foi-lhe confiada a parte da segunda dama da ópera I Lombardi, de Verdi. Tão bem se desempenhou no encargo, que continuou em São Carlos a merecer os aplausos do público em papéis semelhantes, até que, um dia, em 1858, resolveu ir à cidade do Porto, onde firmou a sua reputação de distinta cantora nas óperas cómicas Fra-Diavolo, Dominó preto e outras. Destaca-se ainda desta época a sua participação, de abril de 1859 a janeiro de 1860, na ópera Macbeth, onde representou o papel de aia de Lady Macbeth.

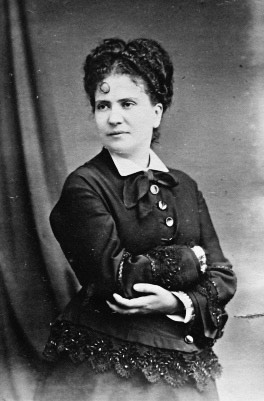
Carolina Falco aos 36 anos de idade (Biblioteca-Arquivo do Teatro Nacional D. Maria II, Alfred Fillon, 1875).

Em 1863 foi escriturada como contralto de uma companhia, partindo para o Brasil. No Teatro Lírico do Rio de Janeiro, no papel de "Orsini" de Lucrécia Bórgia, de "Abade" de Maria de Rohan, entre outros, recebeu sempre unânimes aplausos. Convidada pelo empresário da companhia a ir a Buenos Aires e Montevidéu, onde os artistas europeus eram magnificamente recebidos, declinou a proposta por sentir amargas saudades do seu país e da sua família, deliberando dar a sua última récita no Teatro Gymnasio Dramático do Rio de Janeiro. O ator, encenador e dramaturgo César de Lacerda, que se encontrava por aquele tempo no Brasil e que já gozava no teatro da melhor reputação, previu que Carolina podia ser, como foi, uma bela atriz e, na noite de despedida, apareceu no palco junto da mesma, na representação da comédia Epitáfio e Epitalâmio, de Mendes Leal, passando a artista a ser reconhecida, não só como cantora, mas como atriz. Dali a pouco tempo unem-se profissionalmente e casam-se em Belém do Pará, passando os anos seguintes em digressão por todo o Brasil, acumulando êxitos em São Paulo, Rio Grande do Sul, Pernambuco, etc. Em Porto Alegre nascem dois filhos, o jornalista, escritor e teatrólogo Augusto de Lacerda e o ator Carlos de Lacerda, nascendo depois em Lisboa o terceiro, Júlio de Lacerda. Pouco depois separar-se-ia do marido, de quem esteve separada por muitas décadas, estando já "desquitada" em 1886.
Regressando a Lisboa em 1868, foi contratada pelo grande mestre José Carlos dos Santos para o Teatro do Príncipe Real, que logo lhe aproveitou o talento numa reprise da peça A Grã-Duquesa de Gerolstein. Ali participou também nas comédias Não há fumo sem fogo, As comoções, A chuva e o bom tempo, O xaile de caxemira, entre outras e passou também a explorar o drama, onde afirmou o seu alto valor na peça Antony. Adjudicado o Teatro Nacional D. Maria II ao ator Santos em 1873, a atriz segue-o e à sua companhia, para ocupar um dos primeiros lugares do elenco. Em apontamentos pela própria traçados, encontram-se mais de duzentas personagens que desempenhou ao longo da sua carreira, quer no Teatro Nacional, quer no Teatro D. Amélia. Na memória do público lisboeta da época, ficaram célebres as seguintes personagens: "Marco" em Mulheres de mármore, peça em que debutou no D. Maria II e na qual tinha uma das mais belas coroas, "Fanny" em O Paralítico, "Gilberta" em Duas almas, "Condessa Zika" em Dora, "Mistress Clarkson" em A estrangeira, "Duquesa de Réville" em Sociedade onde a gente se aborrece, "Marquesa de Prie" em Elogio mútuo, "Marquesa de Villemer" e "Madame Bonnivart" em Surpresas do divórcio, "Madame Montpepin" em Fiscal dos wagons-leitos e "Madame Rekbert" em O tio Milhões. Outras peças de destaque da distinta atriz foram: Dois mundos, Suplício de uma mulher, Homens que riem, Sabichonas, Viscondes de Algirão, Mademoiselle de Belle-Isle, Homens e feras, O abismo, O drama do povo, Otelo, Hamlet, O íntimo, A madrugada, Amigo Fritz, A corte de Henrique III, O regente, Kean, Os velhos, Marta, A triste viuvinha, Zázá, A Marechala, Coraly & Companhia, A ceia dos Cardeais, A corrida do facho, A casa Bonardon, O solar de Bentley, Casamento de conveniência, O genro do sr. Poirier, A corte na aldeia, etc.

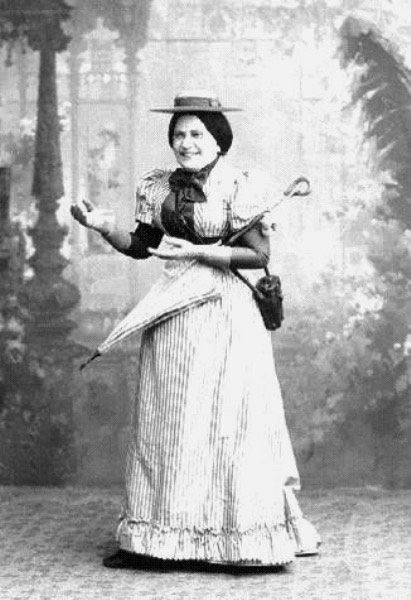
Carolina Falco no papel de "Madame Rekbert" na peça O tio Milhões.

Em novembro de 1875, o periódico teatral e literário O Contemporâneo dedica-lhe uma publicação com o seu retrato e biografia, não lhe poupando elogios: "Tem realmente dotes admiraveis para scena como mulher de esbelta figura, de porte distincto, e de estatura esculptural. Além d'isso tem uma voz vibrante, sonora e flexível, que percorre harmoniosamente a variada escala dos sentimentos e as finas ondulações da alta comedia; e possue uma intelligencia esclarecida e perfeitamente malleavel ao estudo dos caracteres mais difficeis d'interpretação. (...) Carolina Falco está em todo o vigor do seu talento artistico, e o theatro portuguez tem ainda a esperar valiosissimos trabalhos da excellente actriz (...)". Sousa Bastos descreve-a em 1898: "(...) é uma actriz utilissima no theatro, especialmente agora que ellas tanto escasseiam. Tem uma figura esbelta, porte distincto e physionomia insinuante. Os seus sessenta e quatro [cinquenta e nove] annos são preferíveis aos vinte de muitas."
Integrante da Companhia Santos & Pinto desde o seu regresso a Portugal até 1875, passou depois brevemente pela empresa Biester, Brazão e C.ª, de Ernesto Biester e Eduardo Brazão e, posteriormente, pela grande Companhia Rosas & Brazão, onde esteve de 1882 a 1902. Em 1903 foi nomeada societária de 1.ª classe do Teatro Nacional, ocupando um dos lugares principais da Sociedade Artística daquele teatro, até junho de 1906.

Em junho de 1906 partiu em tournée para o Brasil, esquecendo os conselhos dos médicos que, sabendo da vulnerabilidade do fígado da atriz, que sofria de cólicas hepáticas, a aconselharam a não fazer grandes viagens. Na companhia de Ângela Pinto e Carlos Santos, a atriz desembarcou no Rio de Janeiro, estreando-se a 14 de junho com a peça Escola antiga, no Teatro de São José, antigo Teatro Recreio Dramático. A companhia seguiu então para Recife, abrindo a tournée com a peça A Severa, a 23 de junho, no Teatro de Santa Isabel, permanecendo durante um mês a apresentar o seu repertório com bastante êxito. Bastante aclamados, os artistas receberam com frequência em seus camarins a visita da imprensa, escritores e intelectuais pernambucanos que lhes rendiam homenagens. Teve a tournée um fim abrupto e violento, pelo falecimento súbito de Carolina Falco.

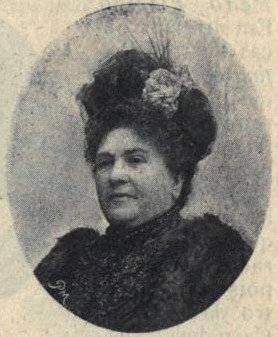
Carolina Falco nos últimos anos de vida (Diccionario do theatro portuguez, 1908).

A atriz faleceu às 5 horas e 20 minutos de 26 de agosto de 1906, aos 67 anos de idade, vitimada por uma severa congestão do fígado. A notícia do seu falecimento causou sincero pesar não só entre os artistas da companhia, como entre os frequentadores do Santa Isabel, que rendiam justo preito ao merecimento incontestável da falecida. O funeral ocorreu no mesmo dia, sendo Carolina Falco sepultada no Cemitério de Santo Amaro, às 16 horas, na presença de um grande número de pessoas. O clima ficou insustentável na companhia, o ânimo dos artistas sem condições de representar, os contratos foram suspensos e partiram para Lisboa. O Diário de Pernambuco destaca o desaparecimento da atriz na edição de 28 de agosto: "O teatro português acaba de perder uma das suas mais ilustres obreiras pelo talento, pela consciência na interpretação dos papéis e pela nobreza de sentimentos, a velha e estimada atriz Carolina Falco. (...) Era secretária do Teatro D. Maria II, onde conquistou inúmeros aplausos. Realmente, ela os merecia pelo amor que votava à sua profissão, interpretando com justeza e seriedade os papéis que lhe eram confiados. Nesta última temporada, os habitués do Santa Isabel tiveram a oportunidade de admirá-la em trabalhos interessantes, na mme. Petyp da Lagartixa, na d. Lucia da Madrinha de Charley, na Joana dos Velhos, na mme. Anais da Zázá e outros trabalhos perfeitos de observação."
Carlos Santos só retornaria ao Brasil em 1910, escrevendo o seguinte, nas suas memórias: "(...) um facto imprevisto e doloroso fez destruir, dum momento para o outro, a felicidade de que éramos detentores até ali: Carolina Falco, atriz prestigiosa por seus méritos, de bondade cativante que a tornava querida de todos, morre inesperadamente! Os cataclismos desta natureza, ocorridos quando longe da nossa terra, sacodem, numa dolorosa convulsão, a sensibilidade destas colmeias de artistas que se deslocam em busca de glórias e interesses de ordem material. Mais do que nenhum outro colega, este facto abalou tanto como a mim, porque Carolina Falco desde pequeno me ameigava e depois, como camarada dos seus filhos, Carlos, Júlio e Augusto de Lacerda, na Escola Acadêmica, mais me distinguia com a sua afeição. Poucos dias antes deste lamentável acontecimento, fui surpreendê-la à hora do ensaio, passeando naquele palco do Santa Isabel, de mãos atrás das costas, como era seu costume, e monologando imperceptíveis palavras."
No 10.º aniversário da morte da atriz, a revista Ecco Artistico descreve as suas qualidades pessoais: "À justa compreensão das personagens reunia uma dicção muito clara, impeccavel. O magestoso da figura impunha-a superiormente. Diz e com razão Augusto Rosa, nas suas Memorias, ser Falco a actriz de mais esbelto porte que tem conhecido. Bôa collega, nunca a encontravam n'uma intriga; de correctissimo proceder na sua vida particular, foi sempre uma mãe extremosa. De illustração invulgar nas nossas artistas, não só conhecia mais que regularmente a musica, que só nos ultimos annos da vida deixou de cultivar, mas tinha tambem pela leitura grande amor, tanto da litteratura portugueza, como da italiana e franceza."